# Oorvlekdwergtiran
De oorvlekdwergtiran (Myiornis auricularis) is een kleine zangvogel in het zuidoosten van Zuid-Amerika. Het is een van de kleinste vertegenwoordigers van de familie tirannen (Tyrannidae).

## Uiterlijke kenmerken
De zeer kleine oorvlekdwergtiran is met zijn ronde vorm, korte staart en grote kop een typische dwergtiran. Een volwassen vogel heeft een gemiddelde lichaamslengte van zeven centimeter en weegt vijf gram. Het is een onopvallende vogel, die zich eerder laat horen dan zien.
Het verenkleed is olijfgroen aan de bovenzijde en geelgroen aan de onderzijde. De vleugels en de staart zijn geelgroen en zwart getekend. De kop heeft een bruingroene kruin, een witte hals en baard en een bruin gebied rond het oog. Hij dankt zijn naam aan een donkere, halvemaanvormige vlek achter het oog, waarmee hij zich onderscheidt van andere tirannen in zijn leefgebied.

## Gedrag en leefwijze
De zang van de oorvlekdwergtiran is een korte serie piks, gevolgd door een melodieuze triller. Het voedsel van de oorvlekdwergtiran bestaat voor het overgrote deel uit insecten. De vogel foerageert doorgaans tussen dichte vegetatie op een hoogte van twee tot drie meter. Hij roest gewoonlijk in de open lucht.
Het buidelvormige nest is gemaakt van takken, bladstengels en bladeren. Het heeft een ingang aan de zijkant en hangt relatief laag boven de grond. Nesten met broedsels zijn waargenomen in de maanden oktober tot december.

## Verspreiding en leefgebied

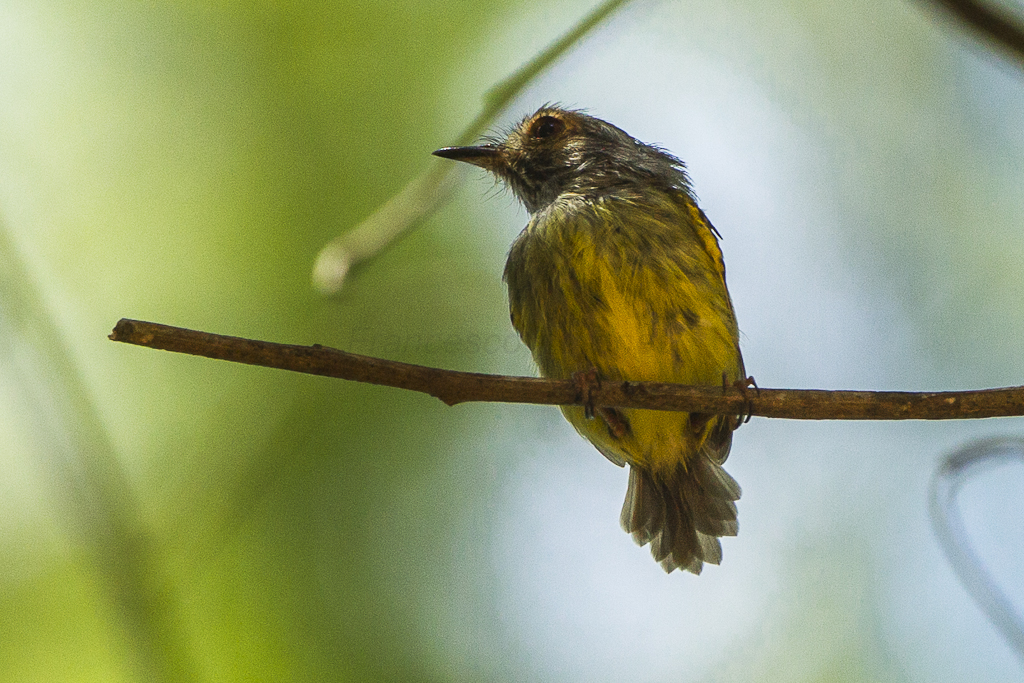
Oorvlekdwergtiran in het Atlantisch Regenwoud, Brazilië

De natuurlijke habitat van de oorvlekdwergtiran bestaat uit tropisch en subtropisch regenwouden van Zuid-Amerika. De vogel gedijt ook in bosranden en zwaar versnipperde bosgebieden. Hij is aangetroffen van zeeniveau tot op een hoogte van 1200 meter.
De nominaatondersoort M. a. auricularis heeft zijn verspreidingsgebied in het zuidoosten van Brazilië, van Rio de Janeiro tot Rio Grande do Sul, in het zuidoosten van Paraguay en het noordoosten van Argentinië. Een tweede ondersoort, M. a. cinereicollis leeft in  Oost-Brazilië, van zuidoostelijk Bahia tot Espírito Santo.

### Beschermingsstatus
Het verspreidingsgebied van de oorvlekdwergtiran is volgens de IUCN zeer groot. De grootte van de populatie is niet gekwantificeerd, maar gaat naar men aanneemt licht achteruit door vermindering van zijn leefgebied. Desondanks is de oorvlekdwergtiran nog tamelijk algemeen en is de kans op uitsterven gering. De beschermingsstatus is derhalve geklasseerd als 'niet bedreigd' (LC of Least Concern) op de Rode Lijst van de IUCN.